# Tullio Gonnelli
Tullio Gonnelli (* 21. November 1912 in Pieve di Cento; † 12. Januar 2005 in Hampden, Massachusetts) war ein italienischer Leichtathlet.
Gonnelli belegte bei den Leichtathletik-Europameisterschaften 1934 in Turin  den sechsten Platz im 200-Meter-Lauf. Bei den Olympischen Spielen 1936 in Berlin gewann er gemeinsam mit Orazio Mariani, Gianni Caldana und Elio Ragni die Silbermedaille in der 4-mal-100-Meter-Staffel hinter der US-amerikanischen und vor der deutschen Mannschaft. Bei den Leichtathletik-Europameisterschaften 1938 in Paris erreichte er mit der Staffel den vierten Rang.
Tullio Gonnelli war 1,84 m groß und hatte ein Wettkampfgewicht von 78 kg. Er startete für Virtus Bologna.